# Distrito de La Florida
El Distrito de La Florida es uno de los trece distritos de la Provincia de San Miguel, ubicada en el Departamento de Cajamarca, bajo la administración del Gobierno regional de Cajamarca, en el Perú.
Desde el punto de vista jerárquico de la Iglesia católica forma parte de la Diócesis de Cajamarca, sufragánea de la Arquidiócesis de Trujillo.

## Historia
El distrito fue creado mediante Ley N° 15477 del 26 de marzo de 1965, en el primer gobierno del Presidente Fernando Belaúnde Terry.

## Geografía
Tiene una superficie de 61,33 km².

## Capital
Su capital es la localidad de La Florida.
pertenece a la región yunga marítima,(1200 m.s.n.m) está lleno de vegetación, trochas, cerros donde se observan valles. Encontrara en las chacras abundantes plantas de café, plátanos, granadillas, caña de azúcar. su comida tradicional es el cuy es plato muy exquisito y laborioso ya que las mujeres que lo preparan primero lo asan y después ya lo cocinan sacando un caldo con ello y luego al cuy lo fríen y presentan el plato con arroz, con plátano verde previamente pelado, cocinado y chancado y eso que explico resumiéndolo pero lo que no negare que es una comida deliciosa.
También son famosos con la destilación del agua ardiente.

## Autoridades

### Municipales
- 2019 - 2022[4]
  - Alcalde: William Flores Carhuatanta, del Movimiento de Afirmación Social.
  - Regidores:

  1. César Eduardo Saravia Paz (Movimiento de Afirmación Social)
  2. Clemente Leyva Becerra (Movimiento de Afirmación Social)
  3. Miguel Calderón Huertas (Movimiento de Afirmación Social)
  4. Rita Torres Torres (Movimiento de Afirmación Social)
  5. Aureliano Castañeda Hernández (Alianza para el Progreso)

Alcaldes anteriores
- 2015 - 2018: Yoni Rimarichin Montenegro
- 2011 - 2014:[5] Segundo Demetrio Suárez Leyva, del Movimiento Regional Fuerza Social Cajamarca (FS)
- 2007 - 2010: Jesús Jubenal Cueva Capa.

## Festividades
El 26 de marzo: aniversario del distrito
Del 28 al 31 de agosto: Fiesta en honor a la patrona del pueblo florideño, Santa Rosa de Lima.

## Anexos
- Pampa de Séquez
- La alhaja
- Limoncito
- Agua azul
- Carrizal
- Ajosmayo
- Montaña de sequez
- La cueva
- El hualango
- Vista alegre
- Arcomayo